# Vĩnh Châu A
Vĩnh Châu A là một xã thuộc huyện Tân Hưng, tỉnh Long An, Việt Nam.
Xã Vĩnh Châu A có diện tích 62,83 km², dân số năm 1999 là 2883 người, mật độ dân số đạt 46 người/km².